# Clasificación de Asia para los Juegos Olímpicos de Moscú 1980
La Clasificación de Asia para los Juegos Olímpicos de Moscú 1980 contó con la participación de 17 selecciones nacionales y se llevó a cabo del 23 de febrero al 6 de abril de 1980 para definir a los tres clasificados a fútbol en los Juegos Olímpicos de Moscú 1980.

## Resultados

### Fase de grupos

#### Grupo 1
Los partidos se jugaron en Bagdad, Irak del 17 de marzo al 31 de marzo de 1980.
| País          | J | G | E | P | GF | GC | GD | Pts |
| ------------- | - | - | - | - | -- | -- | -- | --- |
| Irak          | 4 | 3 | 1 | 0 | 8  | 0  | +8 | 7   |
| Kuwait        | 4 | 3 | 1 | 0 | 7  | 1  | +6 | 7   |
| Siria         | 4 | 2 | 0 | 2 | 4  | 3  | +1 | 4   |
| Yemen del Sur | 4 | 1 | 0 | 3 | 4  | 11 | −7 | 2   |
| Jordania      | 4 | 0 | 0 | 4 | 1  | 9  | −8 | 0   |

| Equipo 1      | Resultado | Equipo 2      |
| ------------- | --------- | ------------- |
| Irak          | 3-0       | Yemen del Sur |
| Kuwait        | 1-0       | Siria         |
| Jordania      | 0-4       | Irak          |
| Siria         | 2-1       | Yemen del Sur |
| Yemen del Sur | 1-5       | Kuwait        |
| Siria         | 2-0       | Jordania      |
| Irak          | 0-0       | Kuwait        |
| Yemen del Sur | 2-1       | Jordania      |
| Irak          | 1-0       | Siria         |
| Kuwait        | 1-0       | Jordania      |

#### Grupo 2
Los partidos se jugaron en Kuala Lumpur, Malasia del 21 de marzo al 3 de abril de 1980.
| País          | J | G | E | P | GF | GC | GD  | Pts |
| ------------- | - | - | - | - | -- | -- | --- | --- |
| Malasia       | 5 | 4 | 1 | 0 | 21 | 3  | +18 | 9   |
| Corea del Sur | 5 | 4 | 0 | 1 | 15 | 4  | +11 | 8   |
| Japón         | 5 | 3 | 1 | 1 | 16 | 5  | +11 | 7   |
| Brunéi        | 5 | 2 | 0 | 3 | 7  | 10 | −3  | 4   |
| Indonesia     | 5 | 1 | 0 | 4 | 7  | 12 | −5  | 2   |
| Filipinas     | 5 | 0 | 0 | 5 | 0  | 32 | −32 | 0   |

| Equipo 1      | Resultado | Equipo 2      |
| ------------- | --------- | ------------- |
| Malasia       | 6-1       | Indonesia     |
| Corea del Sur | 3–1       | Japón         |
| Indonesia     | 4–0       | Filipinas     |
| Filipinas     | 0-10      | Japón         |
| Malasia       | 3-0       | Corea del Sur |
| Filipinas     | 0-2       | Brunéi        |
| Corea del Sur | 8-0       | Filipinas     |
| Malasia       | 3-1       | Brunéi        |
| Japón         | 2-0       | Indonesia     |
| Indonesia     | 2-3       | Brunéi        |
| Malasia       | 1–1       | Japón         |
| Corea del Sur | 3-0       | Brunéi        |
| Brunéi        | 1–2       | Japón         |
| Filipinas     | 0-8       | Malasia       |
| Indonesia     | 0–1       | Corea del Sur |

### Grupo 3
Los partidos se jugaron en Singapur del 23 de febrero al 10 de marzo de 1980.
| País            | J | G | E | P | GF | GC | GD  | Pts |
| --------------- | - | - | - | - | -- | -- | --- | --- |
| Irán            | 5 | 3 | 2 | 0 | 18 | 2  | +16 | 8   |
| Singapur        | 5 | 4 | 0 | 1 | 8  | 4  | +4  | 8   |
| China           | 5 | 2 | 2 | 1 | 11 | 4  | +7  | 6   |
| Corea del Norte | 5 | 2 | 2 | 1 | 11 | 5  | +6  | 6   |
| India           | 5 | 1 | 0 | 4 | 5  | 6  | −1  | 2   |
| Sri Lanka       | 5 | 0 | 0 | 5 | 0  | 32 | −32 | 0   |

| Equipo 1        | Resultado | Equipo 2        |
| --------------- | --------- | --------------- |
| Singapur        | 3-0       | Sri Lanka       |
| China           | 1-0       | India           |
| Irán            | 0–0       | Corea del Norte |
| Singapur        | 1-0       | India           |
| Irán            | 2-2       | China           |
| Corea del Norte | 7-0       | Sri Lanka       |
| Irán            | 3-0       | Singapur        |
| China           | 1–1       | Corea del Norte |
| India           | 4-0       | Sri Lanka       |
| Singapur        | 3–1       | Corea del Norte |
| China           | 7-0       | Sri Lanka       |
| Irán            | 2–0       | India           |
| Singapur        | 1–0       | China           |
| Sri Lanka       | 0–11      | Irán            |
| Corea del Norte | 3–1       | India           |

### Playoff
| Equipo 1 | Resultado | Equipo 2      |
| -------- | --------- | ------------- |
| Irak     | 2-3       | Kuwait        |
| Malasia  | 2–1       | Corea del Sur |
| Singapur | 0-4       | Irán          |

| 31 de marzo de 1980 | Irak          | 2–3 | Kuwait                                | Al-Shaab Stadium, Bagdad        |                                 |
|                     | Ashraf 6' 44' |     | Yaqoub 69' (pen.) 82' · Al-Ghanim 79' | Asistencia: 65,000 espectadores | Asistencia: 65,000 espectadores |

| 6 de abril de 1980 | Malasia             | 2 – 1 | Corea del Sur    | Merdeka Stadium, Kuala Lumpur                                       |                                                                     |
|                    | Ibni 12' · Wong 85' |       | Kim Kang-nam 58' | Asistencia: 50,000 espectadores Árbitro(s): Ali Albannai Abdulwahab | Asistencia: 50,000 espectadores Árbitro(s): Ali Albannai Abdulwahab |

| 12 de marzo de 1980 | Singapur | 0 – 4 | Irán                                        | National Stadium, Singapur      |                                 |
|                     |          |       | Fariba 21' · Faraki 39' 59' · Barzegari 56' | Asistencia: 75,000 espectadores | Asistencia: 75,000 espectadores |

## Clasificados
Debido al boicot liderado por Estados Unidos, Irán y Malasia no participaron en la competición y fueron reemplazados por Irak y Siria.
- Kuwait
- Irak
- Siria